# Posta Shqiptare
Posta Shqiptare est le principal opérateur postal en Albanie. Fondé le 5 décembre 1912, il dépend du gouvernement albanais.